# Caïman (1927)
Caïman (Q127) – francuski oceaniczny okręt podwodny z okresu międzywojennego i II wojny światowej, siódma zamówiona jednostka typu Requin. Okręt został zwodowany 3 marca 1927 roku w stoczni Arsenal de Cherbourg, a do służby w Marine nationale wszedł w grudniu tego roku. Jednostka pełniła służbę na Morzu Śródziemnym, a od zawarcia zawieszenia broni między Francją a Niemcami znajdowała się pod kontrolą rządu Vichy. 27 listopada 1942 roku „Caïman” został samozatopiony w Tulonie. Podniesiony przez Włochów, został ponownie zatopiony przez alianckie samoloty 11 marca 1944 roku.

## Projekt i budowa
„Caïman” zamówiony został na podstawie programu rozbudowy floty francuskiej z 1923 roku. Projekt (o sygnaturze C4) był pierwszą od zakończenia wojny koncepcją francuskiego okrętu podwodnego, powstałą po analizie doświadczeń wojennych i eksploatacji ex-niemieckich jednostek otrzymanych w ramach reparacji wojennych. Okręt przeznaczony był do służby kolonialnej, działań na liniach komunikacyjnych potencjalnego przeciwnika i rozpoznania. Posiadał spory zasięg i dużą dopuszczalną głębokość zanurzenia; wadami była słaba manewrowość i zbyt mała prędkość osiągana na powierzchni. Konstruktorem okrętu był inż. Jean-Jacques Roquebert. 
„Caïman” zbudowany został w Arsenale w Cherbourgu. Stępkę okrętu położono w 1924 roku, został zwodowany 3 marca 1927 roku, a do służby w Marine nationale przyjęto go w grudniu 1927 roku. Jednostka otrzymała numer burtowy Q127.

## Dane taktyczno–techniczne
„Caïman” był dużym, oceanicznym okrętem podwodnym o konstrukcji dwukadłubowej. Długość całkowita wynosiła 78,5 metra, szerokość 6,84 metra i zanurzenie 5,1 metra. Wyporność standardowa w położeniu nawodnym wynosiła 947 ton (normalna 1150 ton), a w zanurzeniu 1441 ton. Okręt napędzany był na powierzchni przez dwa silniki wysokoprężne (Schneider lub Sulzer) o łącznej mocy 2900 koni mechanicznych (KM). Napęd podwodny zapewniały dwa silniki elektryczne o łącznej mocy 1800 KM. Dwuśrubowy układ napędowy pozwalał osiągnąć prędkość 15 węzłów na powierzchni i 9 węzłów w zanurzeniu. Zasięg wynosił 7700 Mm przy prędkości 9 węzłów (6400 Mm przy 12 węzłach lub 3000 Mm przy 15 węzłach) w położeniu nawodnym oraz 70 Mm przy prędkości 5 węzłów pod wodą. Zbiorniki paliwa mieściły 116 ton oleju napędowego (plus 51 ton w zbiornikach balastowych), a energia elektryczna magazynowana była w bateriach akumulatorów typu D liczących 248 ogniw. Dopuszczalna głębokość zanurzenia wynosiła 80 metrów, a autonomiczność 30 dób.
Okręt wyposażony był w 10 wyrzutni torped kalibru 550 mm: cztery wewnętrzne na dziobie, dwie na rufie oraz dwa podwójne obrotowe zewnętrzne aparaty torpedowe (zamontowane przed i za kioskiem), z łącznym zapasem 16 torped. Uzbrojenie artyleryjskie stanowiło działo pokładowe kal. 100 mm M1925 L/50 oraz dwa karabiny maszynowe kal. 8 mm (2 x I).
Załoga okrętu składała się z 51 oficerów, podoficerów i marynarzy.

## Służba
W latach 1935–1937 okręt przeszedł gruntowny remont, połączony z wymianą siłowni. W momencie wybuchu II wojny światowej okręt pełnił służbę na Morzu Śródziemnym, będąc jednostką flagową 9. dywizjonu 6. eskadry 4. Flotylli stacjonującej w Bizercie. Dowódcą jednostki był w tym okresie kpt. mar. J.B.A. Golse. W czerwcu 1940 roku okręt nadal stacjonował w Bizercie. Jednostka uczestniczyła w tym miesiącu w patrolowaniu środkowej części Morza Śródziemnego. Po zawarciu zawieszenia broni między Francją a Niemcami „Caïman” znalazł się w składzie marynarki rządu Vichy. W momencie ataku wojsk alianckich na znajdującą się pod kontrolą Vichy Syrię w czerwcu 1941 roku jednostka znajdowała się w Bejrucie. 8 czerwca „Caïman” wykonał nieskuteczny atak torpedowy na brytyjski krążownik lekki HMS „Ajax” po czym przetrwał dwugodzinny kontratak bombami głębinowymi ze strony okrętów eskorty. Dzień później okręt - również bezskutecznie - zaatakował kolejny brytyjski krążownik HMS „Phoebe”. W momencie kapitulacji francuskich oddziałów jednostka opuściła Bejrut i udała się do Bizerty. 8 listopada 1942 roku, podczas lądowania Aliantów w Afryce Północnej, „Caïman” (wraz z bliźniaczym „Marsouinem”) stacjonował w Algierze. Wysłany przeciw siłom inwazyjnym, został poważnie uszkodzony przez brytyjskie okręty i samoloty, lecz zdołał przedrzeć się do Tulonu. 27 listopada, podczas ataku Niemców na Tulon, „Caïman” został samozatopiony. Okręt został później podniesiony przez Włochów, lecz 11 marca 1944 roku został ponownie zatopiony przez amerykańskie samoloty.